# Олаф I
Олаф I Трюгвасон (на норвежки: Olav Tryggvason) е крал на Норвегия от 995 до смъртта си през 1000 г. Той е син на Трюгви Олафсон, крал на Викен, и правнук на Харал Прекраснокосия.
Олаф израства в чужбина – роб в Естония, после воин в Киевска Рус, по-късно си спечелва славата на ужасяващ викинг в Балтийско море. След това воюва на Британските острови и участва в нападението над Лондон през 994 г. През същата 994 г. приема християнството (като кръстник му става английският крал Етелред) и едновременно с това се отказва от пиратството.
През 995 г. Олаф Трюгвасон се завръща в Норвегия, където зрее силно недоволство срещу Хокон Ярл. След убийството на последния, Олаф като потомък на първия норвежки крал Харал Прекраснокосия, е избран за крал. Поемайки управлението, той започва насилствена християнизация въпреки силната съпротива. Приписват му строежа на първата църква в Норвегия (995 г.) и основаването на Тронхайм.
През 1000 г. съюз между датския крал Свен I Вилобради, шведския крал Олаф Скьотконунг и норвежкия ярл Ерик от Ладе му нанася тежко поражение в Сволдерската битка и слага край на управлението му.

## Ранни години
Има известно съмнение около рождената дата на Олаф Трюгвасон – според сагите той е роден малко след убийството на баща му през 963 г., други източници указват дати между 964 и 969 г. Тези по-късни дати съответно подлагат на съмнение кръвната връзка на Олаф с Харал Прекраснокосия и оттук неговото право да наследи норвежкия трон. Снуре Стурлусон разказва в своята сага, че Олаф е роден на един малък остров сред езерото Fjærlandsvatnet, където майка му Астрид се криела от убийците на мъжа ѝ, изпратени от Харалд II Сивия плащ. Астрид избягва при баща си в Оплан, а след това в Швеция, където смятала, че е в безопасност заедно с детето си. Но Харалд II изпраща пратеници при шведския крал с искане да върнат обратно в Норвегия малкото момче, за да бъде отгледано от Гунхилда, майката на Харалд. Шведският крал се съгласява да изпълни молбата, но Астрид успява да избяга отново, този път към Киевска Рус, където нейният брат Сигурд е на служба при княз Владимир I. Олаф е на 3 години, когато те се качват на един търговски кораб и отплават към Новгород. В Балтийско море обаче корабът е превзет от естонски пирати и оцелелите пътници са продадени в робство. Олаф става собственост на мъж на име Клеркон заедно с приемния си баща Торолф и неговия син Торгилс. Тъй като Клеркон смятал Торолф за твърде стар, за да му бъде полезен, той го убил, а двете деца продал на мъж на име Клерк срещу една бира и един овен. Впоследствие Олаф е още веднъж препродаден на мъж на име Реас.
Шест години по-късно Сигурд Ериксон пристига в Естония, за да събира данъците в полза на киевския княз Владимир I и забелязва момчето, което не прилича на местните. След като го разпитва за семейството му и разбира, че то е син на Трюгви Олафсон и Астрид, той го откупва заедно с другото момче Торгилс и ги завежда в Новгород, където остават под закрилата на княз Владимир.
Според сагата един ден Олаф Трюгвасон срещнал Клеркон, някогашния си собственик и убиец на приемния му баща, на пазара в Новгород и го убил с един удар на брадвата си. Тълпата подгонила младежа и той избягал при покровителката си, княгиня Алогия. Тя била принудена да плати т.нар. кървава цена, за да спаси момчето от гнева на тълпата.
Когато Олаф възмъжава, княз Владимир I го назначава за командир на стражата си, но няколко години по-късно опасявайки се от голямата му популярност сред хората му и страхувайки се за собствената си сигурност, го отдалечава от себе си и вече не го допуска в кръга на приближените си. Олаф решава да потърси късмета си другаде и се отправя към Прибалтика.

## Викинг
След като напуска Новгород, Олаф се отдава на пиратство, ограбвайки различни пристанища. През 982 г. буря връхлетява кораба му и той акостира във Вендланд (дн. Германия), където се среща с ведската кралица Гейра, най-възрастната дъщеря на крал Бурислав. По това време тя управлявала тази част на Вендланд и му предложила да презимува заедно с хората си в нейните земи. Олаф приема, а така също след известно време ѝ предлага брак и двамата се оженват. От името на Гейра Олаф започва да събира дължимите данъци, които някои благородници до този момент отказвали да плащат на своята кралица. Скоро той подновява и грабежите си главно в Сконе и Готланд.

## На служба при императора на Свещената Римска империя
Сагата разказва, че императорът на Свещената Римска империя Ото II събира внушителна армия от саксонци, франки, венди, за да се справи с езичниците в Дания, и че Олаф Трюгвасон става част от тази армия в качеството си на зет на краля на вендите Бурислав. Войската му се сблъсква с норвежките и датски войски пред Даневирке в Шлезвиг и след като не успява да превземе крепостите, Олаф сменя тактиката и заобикаля с корабите си Ютланд. Спечелва едно голямо сражение и принуждава датския и норвежкия крал да приемат християнството заедно с войниците им. Но за разлика от датския крал, кралят на Норвегия Хокон Ярл завръщайки се в страната си, се отказва от новата вяра и се връща към старите си богове.

## Смъртта на Гейра и приемане на християнството
След като Олаф прекарва три години във Вендланд, съпругата му Гейра се разболява и умира и той е до такава степен покрусен, че от мъка не може да понесе да живее повече на това място, напомнящо му непрекъснато за нея, разказва сагата, затова напуска страната и се връща към живота си на скитник и пират. След още четири години се установява на островите Сили, където е чул, че живее един отшелник, който умеел да предсказва бъдещето. Искайки да го изпита, Олаф му изпраща един от хората си да се представи за него, но отшелникът не се оставя да бъде излъган. Убеден, че има работа с истински оракул, Олаф се среща с него и отшелникът му казва следното:
„Ти ще станеш забележителен крал и ще извършиш голямо дело. Ще заведеш много хора при истинската вяра и кръщението и по този начин ще помогнеш както на тях, така и на себе си. За да не се усъмниш в предсказанието ми, ето ти това доказателство – когато се върнеш при корабите си, ще се изправиш пред предателства; ще започне битка, в която ще получиш толкова сериозна рана, че всички ще са сигурни, че е смъртоносна; тогава ще те отнесат върху един щит на борда на кораба ти, но ти ще оздравееш от тази рана след седем дни и скоро след това ще приемеш кръщението.“ Действително, разказва сагата, при връщането си Олаф е посрещнат от метежници и всичко се случва така както е предсказано. Така през 994 г. Олаф се покръства, а едновременно с това приключва завинаги с пиратството си в Англия.

## Женитбата с Гида
През 988 г. Олаф присъства в Англия на едно събиране, свикано от кралица Гида, сестрата на краля на Дъблин Олаф Кваран. Останала вдовица на местен ярл, Гида си търси нов съпруг и е получила предложения от многобройни знатни кандидати, но тя забелязва Олаф Трюгвасон, при все че той е с дрехите, с които е пътувал докато всички присъстващи кандидати са облечени с най-пищните си и представителни облекла. След като забелязва интереса на Гида към Олаф, един от кандидатите за ръката ѝ, Алвин, го предизвиква на дуел според скандинавската традиция. Олаф и хората му побеждават Алвин и неговите придружители без да допуснат нито един да загине в двубоя. След всичко това Алвин е изпратен в изгнание със забрана да се връща в Англия, а Олаф Трюгвасон и Гида се женят. През следващите години двамата живеят в Ирландия и Англия.

## Възкачването на трона
През 995 в Норвегия се разпространяват слухове, че в Ирландия живее потомък на първите норвежки крале. Когато слуховете стигат до Хокон Ярл, той изпраща доверен човек на име Тьорер Клака, който се представя за търговец и има задача да установи дали слуховете са верни и в случай, че това е така, да се опита да убеди правнука на Харал Прекраснокосия да се върне в родината, за да може Хокон Ярл да го държи под око. В Ирландия Тьорер успява да се сприятели с Олаф и му разказва каква е ситуацията в Норвегия и колко непопулярен е сред народа Хокон Ярл. Олаф се възползва от случая и отплава за Норвегия. Междувременно вече е избухнал бунт срещу Хокон Ярл, който, изплашен от развоя на събитията, е избягал и се е скрил в една ферма заедно със своя роб Карк.
Бунтовниците признават Олаф Трюгвасон за свой крал, а той обявява голяма награда за този, който убие избягалия крал. Поблазнен от наградата робът Карк издебва заспалия Хокон Ярл и му прерязва гърлото, след което занася главата му на Олаф Трюгвасон, който обаче отказва да го възнагради и заповядва да го обезглавят.

## Управление
През 997 г. Олаф основава столицата си Нидарос (по-късно преименувана на Тронхайм) на мястото, където се е състоял първият Тинг на бунтовниците срещу Хокон Ярл. Мястото има прекрасно разположение при устието на река Нид, която се извива преди да се влее във фиорда, образувайки полуостров, който лесно може да бъде укрепен и защитен.
През цялото си управление Олаф Трюгвасон неуморно налага християнизацията на страната, имайки за цел да управлява едно обединено скандинавско кралство. Пак с тази амбиция той предлага брак на Зигрид Надменната, кралицата на Швеция, но преговорите не постигат успех поради нейния отказ да приеме християнството. Според сагите в нейно лице той си спечелва враг, по същия начин както се скарва и с датския крал Свен I Вилобради, женейки се за неговата сестра Тира, която избягала от предишния си мъж, езичникът Бурислав, противно на волята на брат си.
Докато предишните две жени на Олаф, Гейра и Гида, му донасят богатство и късмет, Тира е причина за неговата гибел, разказва сагата. Тя го подтиква през 1000 г. да предприеме поход срещу Бурислав, но там Олаф се натъква на обединените войски на Дания и Швеция, които подкрепени от вендите му нанасят поражение в Сволдерската битка. Олаф се бие до последно на борда на кораба си „Голямата змия“ (на старонорвежки: Ormen Lange), най-големият по това време кораб в Скандинавия, и накрая при потопяването на кораба скача в морето и загива.
Известно време след Сволдерската битка, както често се случва в подобни случаи, тръгват слухове, че Олаф Трюгвасон се е спасил след скачането си в морето и че се намира в безопасност някъде в Рим, Ерусалим и на други места из Европа. Английският крал Етелред, както и сестрата на Олаф – Астрид, уверявали, че са получили подаръци, изпратени от Олаф дълго след предполагаемата му смърт. Последната уж поява на Олаф се била състояла през 1046 г.

## Потомци
През 1033 г. един викингски предводител на име Трюгви Олафсон, напада Норвегия, претендирайки, че е син на Олаф Трюгвасон и Гида. Не е изяснено категорично дали наистина става въпрос за сина на Олаф Трюгвасон. Той е разбит от войските, останали лоялни на сина на Кнут Велики – Свейн Кнутсон.